# Lotos (Altes Ägypten)

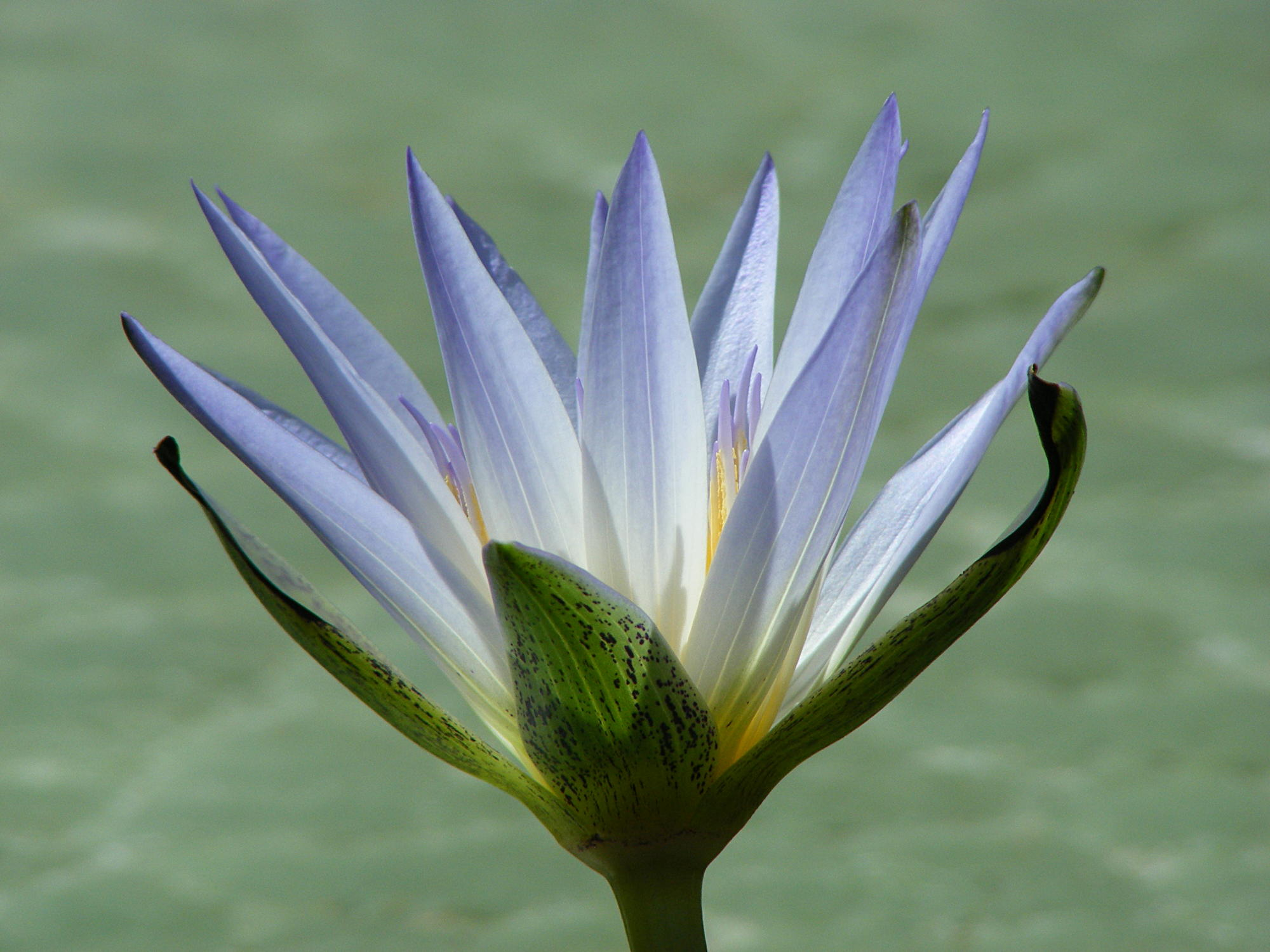
Nymphaea caerulea

Lotos, auch Lotus oder Lotusblume, bezeichnet im Zusammenhang mit dem Alten Ägypten eine Wasserpflanze, deren Blüte als Symbol betrachtet mit verschiedenen Funktionen verbunden war.
Der altägyptische Lotos ist allerdings nicht mit der heutigen botanischen Gattung Nelumbo der Lotosblumen identisch, sondern wohl eine Art der Seerosen. Eine genaue Zuweisung des ägyptischen Symbols steht bislang aus; vermutlich wurde neben dem weißblütigen Tigerlotus (Nymphaea lotus) auch die Himmelblaue Wasserlilie (Nymphaea caerulea) begrifflich gleichgesetzt.
Bei der Übersetzung in die hebräische Sprache steht der Begriff šušan auch für die Lilienpflanzen.

## Bedeutung und Verwendung
Der Lotos war neben dem Skarabäus das wichtigste Symbol für Regeneration und Auferstehung. Diese Bedeutung des Lotos geht auf die Eigenschaft der Pflanze zurück, ihre Blüten bei Sonnenuntergang zu schließen, unter Wasser zu tauchen und bei Sonnenaufgang wieder aus dem Wasser emporzusteigen. Somit symbolisiert der Lotos, ebenso wie der Skarabäus, außerdem die Sonne. Die blaue Lotosblüte galt im Alten Ägypten als heilig. Wie der Papyrus die Pflanze Unterägyptens war, war der Lotos eines der Symbole für Oberägypten.
Die Lotosblüte wurde als Blumenschmuck sowohl für die Lebenden als auch die Toten verwendet. Bei der Mumie Ramses II. fand sich beispielsweise eine Blumengirlande aus Tigerlotus. In den Tempeln gab es sogenannte „heilige Sträuße“, die dort geweiht wurden.

### Mythologie
Seit dem Neuen Reich symbolisierte unter anderem ein auf einer Lotosblüte sitzendes Kind die göttliche Geburt des Sonnengottes. Nach den Vorstellungen der Altägypter wurde zu Beginn der Schöpfung der junge Sonnengott in einer Lotosblüte geboren, die aus dem Urozean Nun hervorging. Die Ägypter sahen deshalb den Sonnenaufgang als ständige Wiederholung der Schöpfung und der Wiederauferstehung. Die Lotosblüte ist das Attribut des Gottes Nefertem, der diese häufig auf dem Kopf trägt.
Seit der griechisch-römischen Zeit wurden daher verschiedene Kindgötter auf einer Lotosblüte sitzend abgebildet. Von Hor-pa-chered ist diesbezüglich nur ein ikonografischer Beleg aus der Ptolemäerzeit erhalten geblieben.

### Totenkult
Die Sprüche 76 bis 88 des altägyptischen Totenbuches sollen dem Verstorbenen ermöglichen, unterschiedliche Gestalten anzunehmen, in der Regel Tier- oder Götterstalt, um im Jenseits zurecht zukommen. Gemäß den Sprüchen 81 A (kurze Fassung) und 81 B (längere Fassung) hingegen kann der Verstorbene die Gestalt einer Lotosblüte annehmen:

„Ich bin jene reine Lotosblüte, die hervorging aus dem Lichtglanz, die an der Nase des Re ist. Ich verbringe meine Zeit und messe sie zu dem Horus. Ich bin die reine (Blüte), die hervorging aus dem Feld.“

„O du Lotosblüte dieses Nefertem-Bildes! Ich bin ein Mensch und kenne doch diese Sprüche, ich kenne den Spruch derer, die mit diesen Göttern, den Herren des Totenreichs sind.“

Der Spruch zur Verwandlung in eine Lotosblüte ist somit die Hoffnung auf Wiedergeburt.

### Kunst
Die Lotosblüte ist ein in der altägyptischen Kunst häufig verwendetes Motiv, sowohl in der Baukunst, der Malerei als auch in der Goldschmiedekunst. Architektonisch findet die sogenannte „Lotosbündelsäule mit geschlossenem Kapitell“ Verwendung. Vorbild hierfür waren als Bündel zusammen gebundene Lotosblüten. Solche Säulen sind aus Privatgräbern des Alten, Mittleren und Neuen Reiches erhalten. Die Lotosbündelsäulen ähneln den Papyrusbündelsäulen, unterscheiden sich jedoch durch den unteren Schaft, der bei den Lotosbündelsäulen gerade verläuft. In Gräbern der 18. Dynastie (Neues Reich) wird in den Wanddekorationen sehr häufig die blaue Lotosblüte abgebildet, an deren Duft sich die Verstorbenen erfreuen sollen. Andere Wandmalereien zeigen Personen, die Bündel von Lotosblüten in den Händen halten oder die Blüte als Kopfschmuck tragen.
Zum Grabschatz des Tutanchamun aus KV62 zählen einige Objekte, in denen die Lotosblüte enthalten ist, beispielsweise der sogenannte „Kopf des Nefertem“, eine Darstellung des jungen Königs, der Lotoskelch aus Alabaster, der eine weiße Lotosblüte darstellt, und ein Schmuckstück mit dem Thronnamen Tutanchamuns, Neb-cheperu-Re.

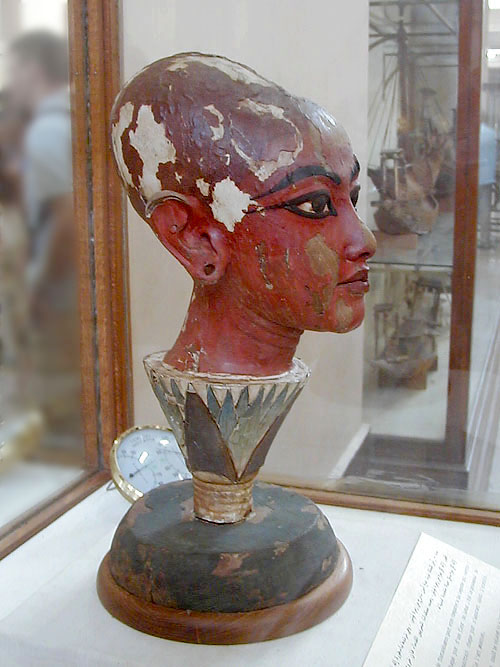
Tutanchamun als Nefertem auf einer blauen Lotusblüte (Ägyptisches Museum Kairo, JE 60723)
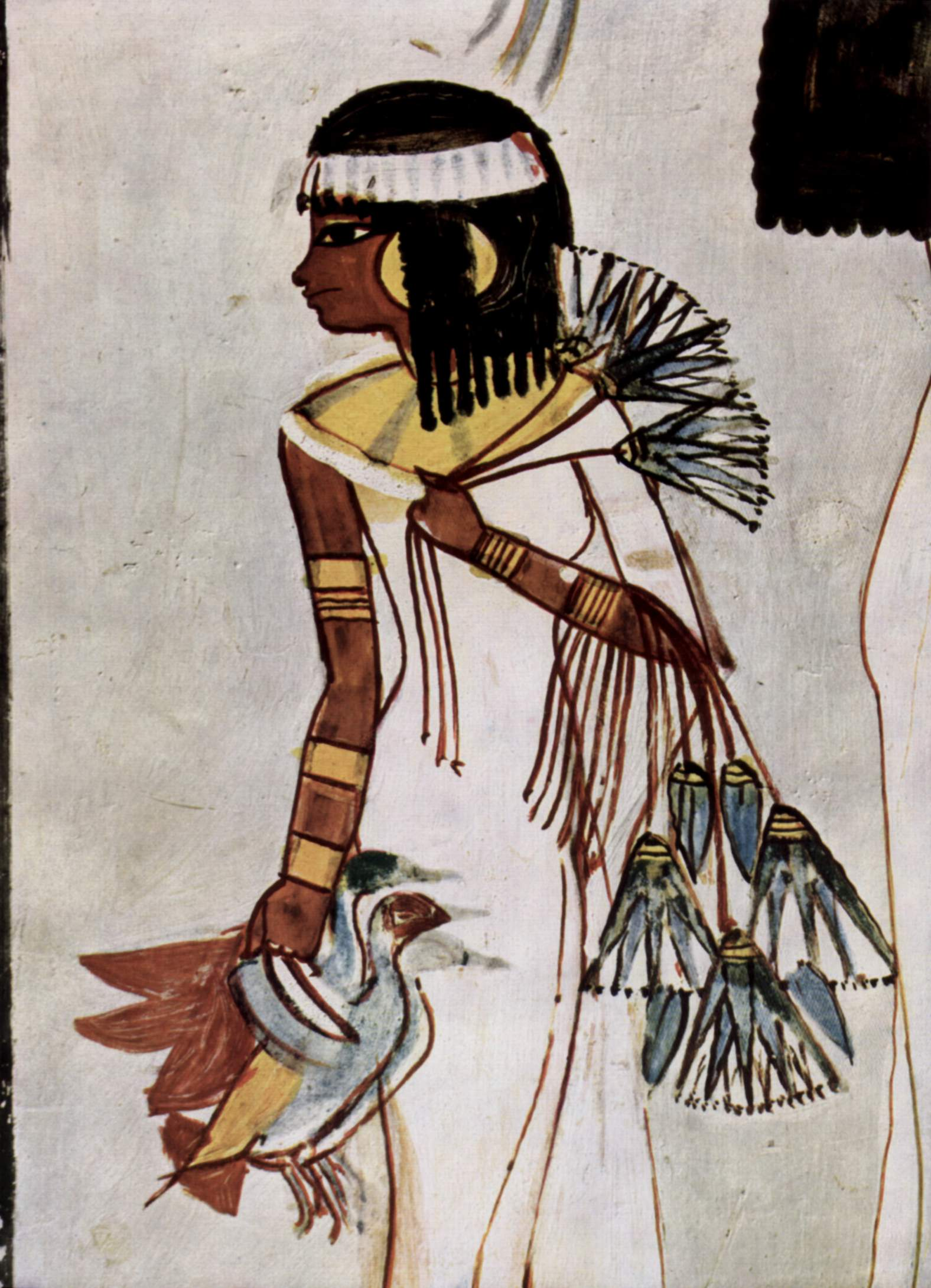
Grab des Menna (TT69) in Scheich Abd el-Qurna
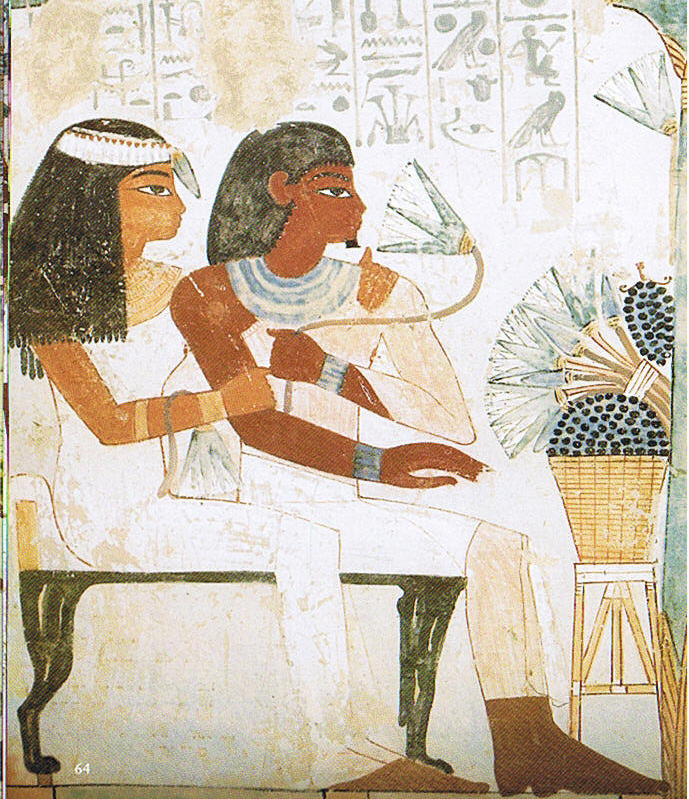
Grab des Nacht (TT52) in Scheich Abd el-Qurna
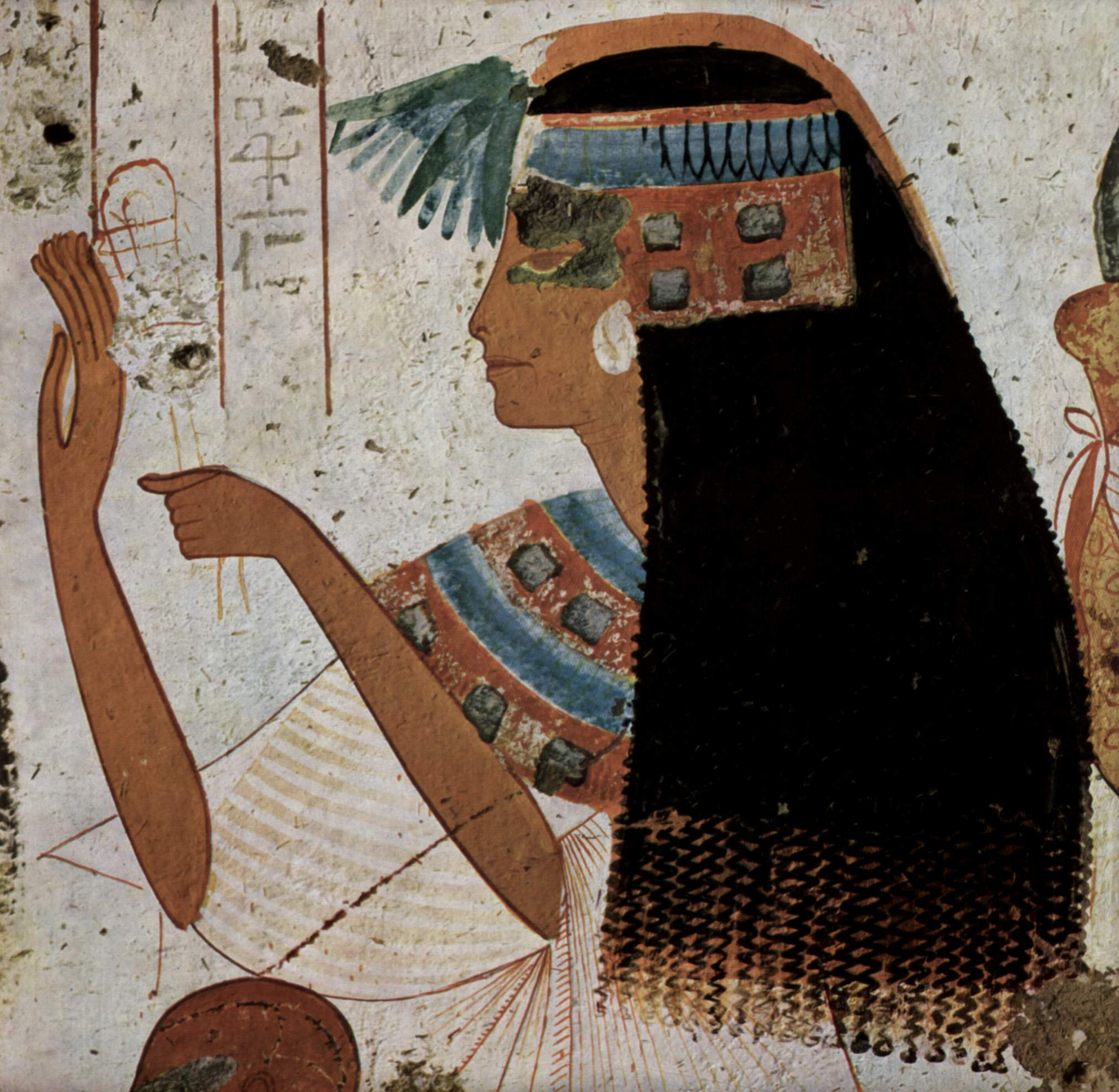
Grab des Userhet
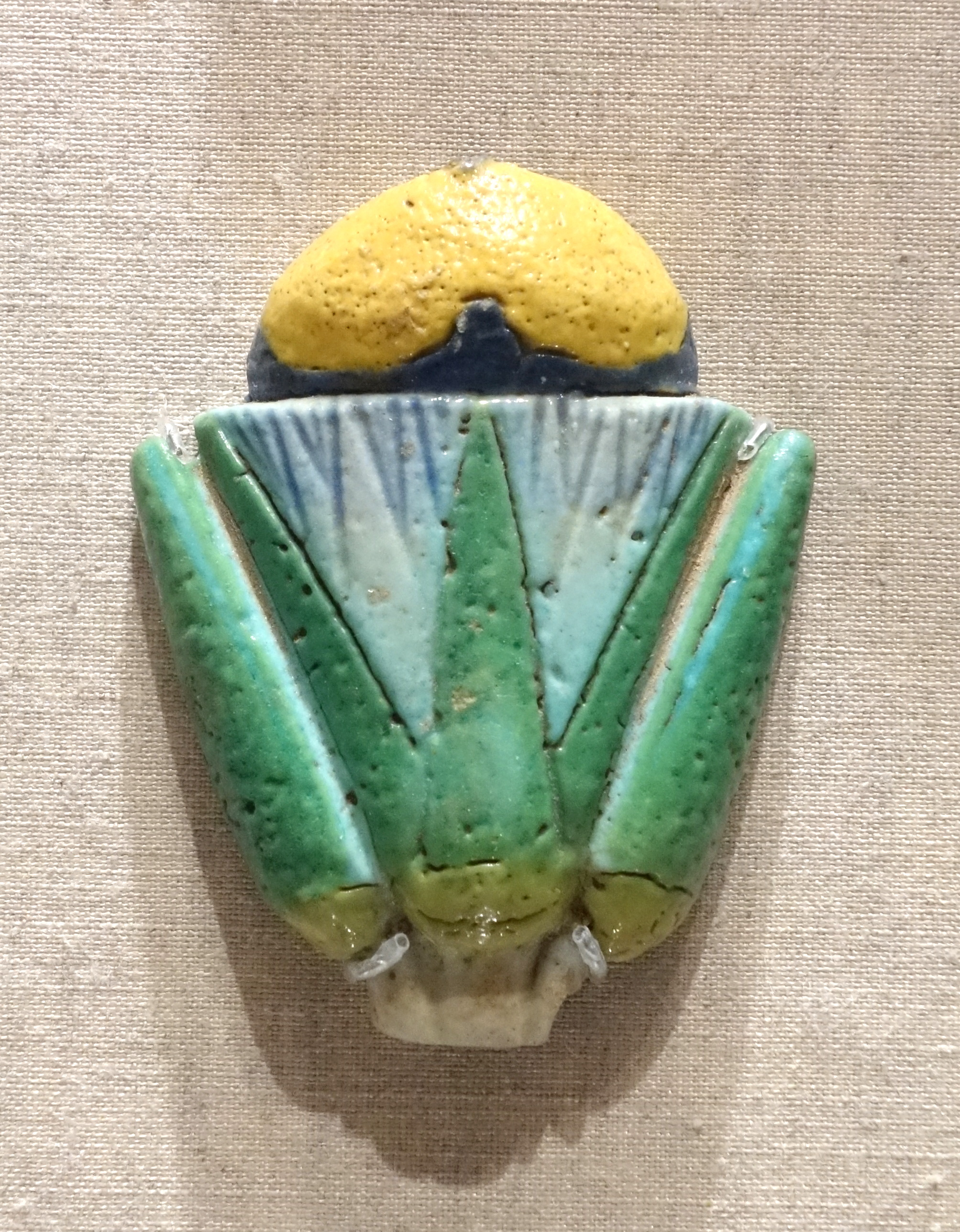
Einlagen in Form einer Lotosblüte, vermutlich Amarna-Zeit (Brooklyn Museum)
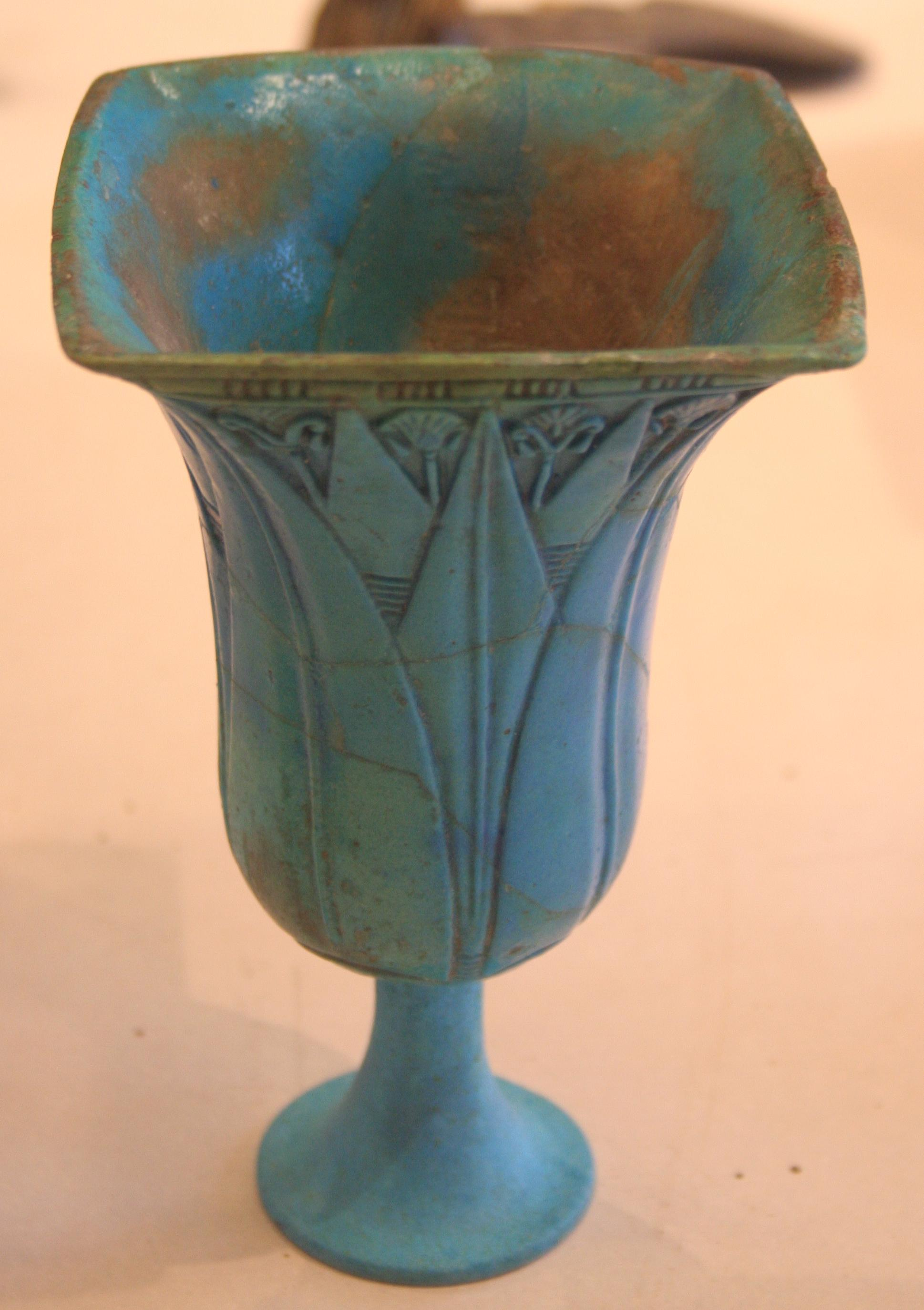
Kelch in Form einer Lotosblüte (Louvre)
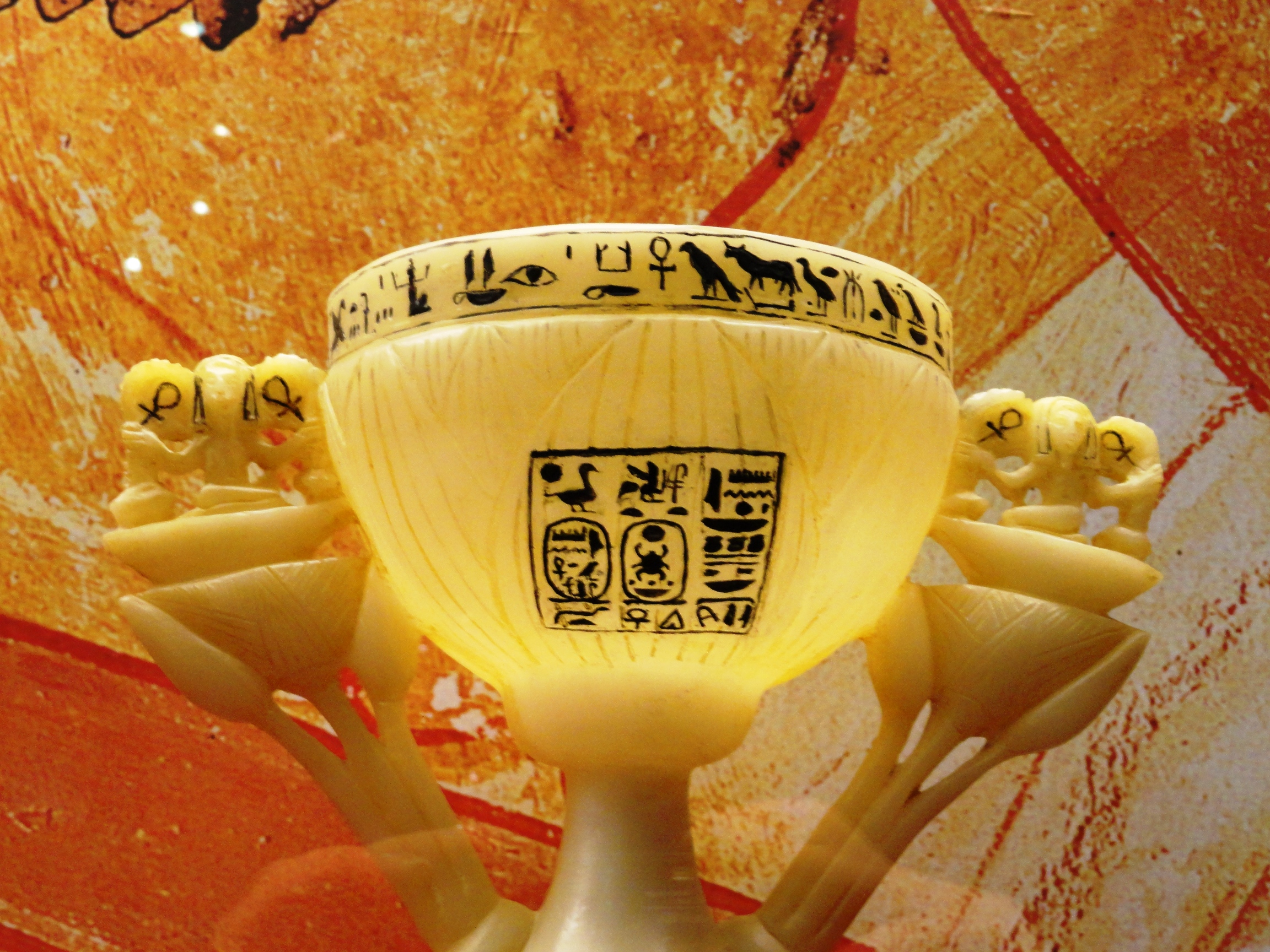
Lotoskelch (Ägyptisches Museum Kairo, JE 67465)
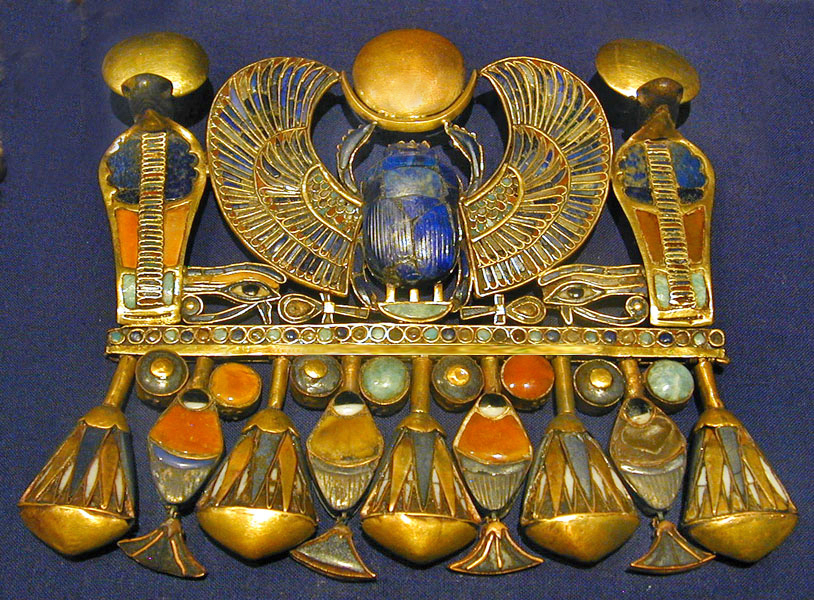
Pektoral des Tutanchamun (Ägyptisches Museum Kairo, JE 61884)

## Belege

### Außerägyptische Quellen
In Homers Odyssee wird ein Volk erwähnt, die sogenannten Lotophagen. Sie aßen blühende Speise der Stengel von Lotospflanzen, deren Wirkung der einer Droge ähnlich war: Wer nun die Honigsüße der Lotosfrüchte gekostet, der dachte nicht mehr an Kundschaft oder Heimkehr, sondern sie wollten immer in der Lotophagen Gesellschaft bleiben und Lotos pflücken und ihrer Heimat entsagen (Homer, Odyssee IX, 94ff.). Da Homer zuvor schildert, dass des Odysseus Schiffe bei Kap Malea vom Nordwind erfasst und neun Tage durch Stürme über das Meer getrieben wurden, versucht schon seit der Antike die überwiegende Zahl der Forscher, das Land der Lotophagen im heutigen Libyen oder auf Djerba zu lokalisieren.
Ob Lotos tatsächlich als Droge konsumiert wurde, bleibt offen. Herodot berichtete insbesondere über den süßlichen Wohlgeschmack der Lotoswurzel. Eine ausführliche Beschreibung der Pflanze ist in Polybios’ Historien, Buch XII.2.

### Innerägyptische Quellen
Altägyptische Lotosernten sind bereits seit dem Alten Reich ikonografisch belegt. In einem aus Illahun stammenden Papyrusfragment des Mittleren Reiches wird der von Herodot beschriebene Verzehr der Lotospflanze bestätigt: Veranlasst, dass mir Süße gegeben wird, veranlasst, dass mir Liebe gegeben wird, von den Öffnern des Hauses, von den Lotosessern.